# Terebridae
Terebridae là một họ ốc trong liên họ Conoidea. Có khoảng 313 loài đã biết được ghi nhận thuộc họ này trên thế giới.

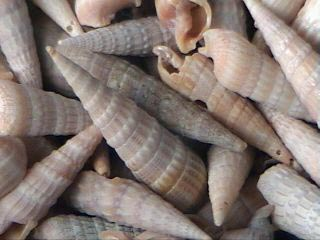
Terebra dislocata

## Các chi
- Cinguloterebra Oyama, 1961
- Clathroterebra Oyama, 1961
- Duplicaria Dall, 1908
- Euterebra Cotton & Godfrey, 1932
- Gemmaterebra Cotton, 1952
- Granuliterebra Oyama, 1961
- Hastula H. Adams & A. Adams, 1853
- Hastulopsis Oyama, 1961
- Impages E. A. Smith, 1873
- † Kaweka Marwick, 1931
- Myurella Hinds, 1844
- Oxymeris Dall, 1903
- Pellifronia Terryn & Holford, 2008
- Perirhoe Dall, 1908
- Pristiterebra Oyama, 1961
- Strioterebrum Sacco, 1891
- Terebra Bruguière, 1789 -- type taxon
- Terenolla Iredale, 1929
- Triplostephanus Dall, 1908
- † Zeacuminia Finlay, 1930

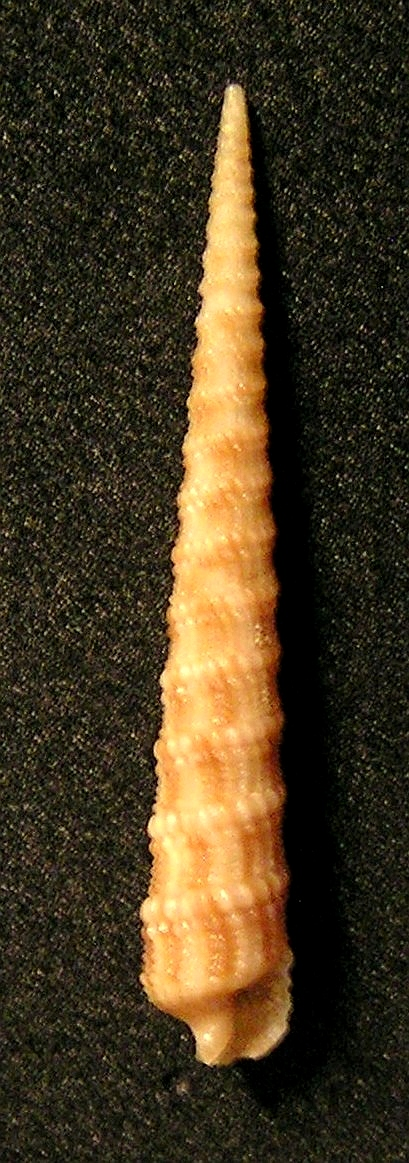
Cinguloterebra salisburyi
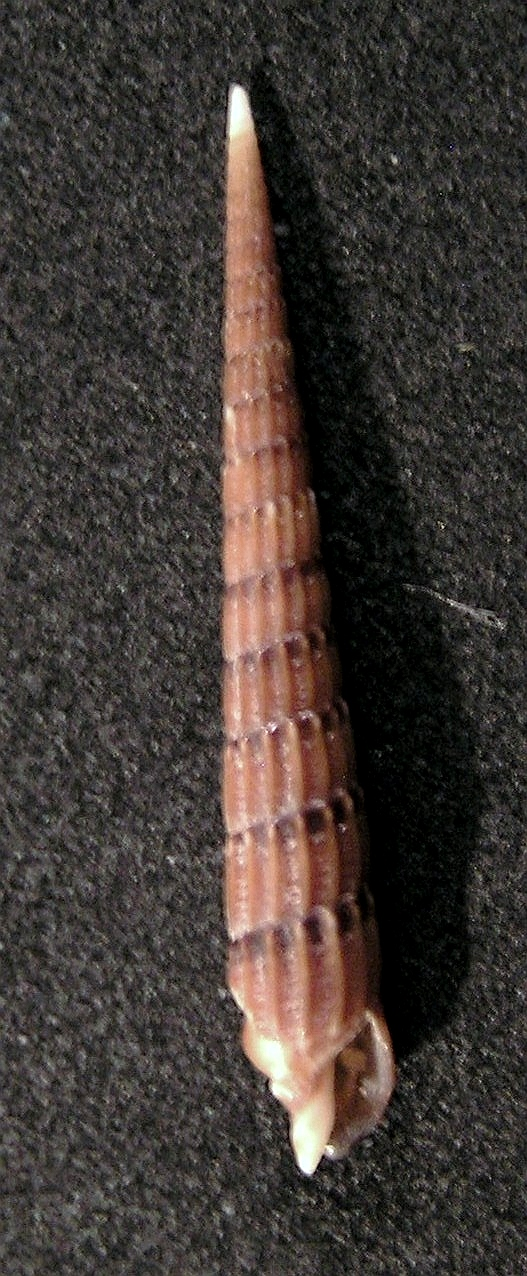
Clathroterebra mactanensis
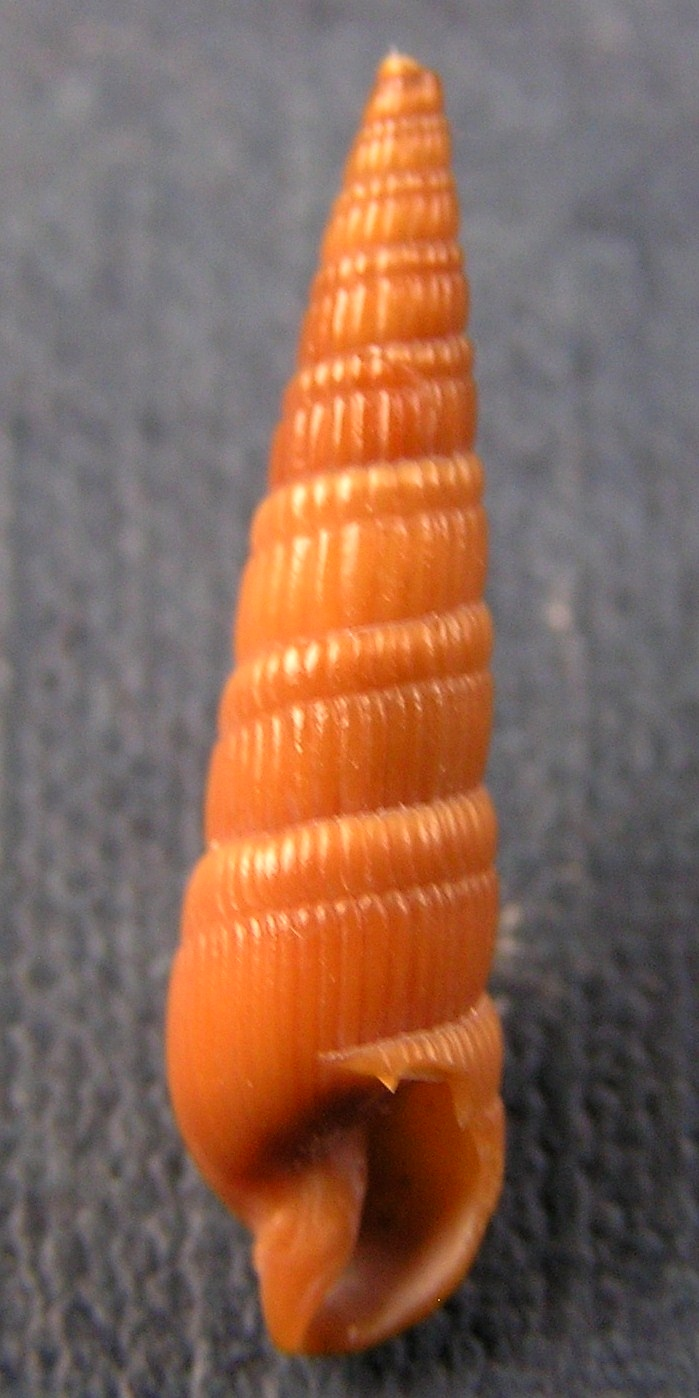
Duplicaria kieneri
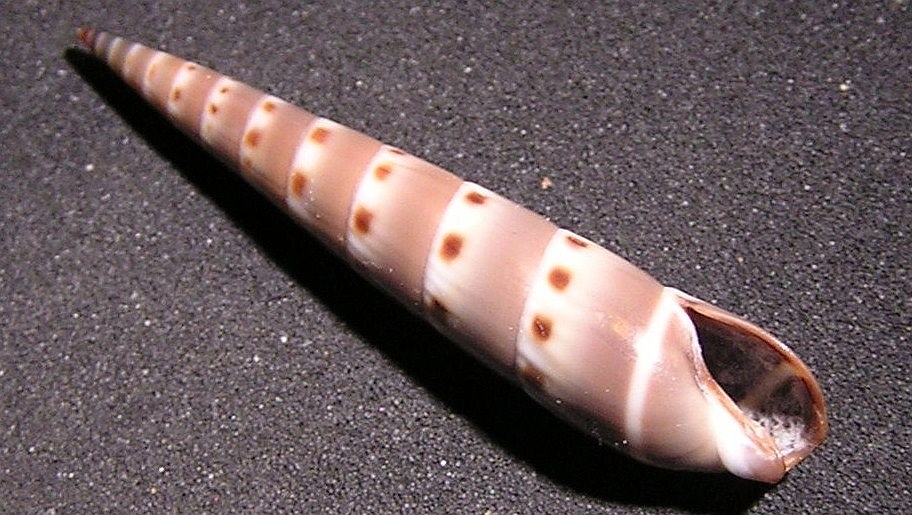
Hastula strigilata
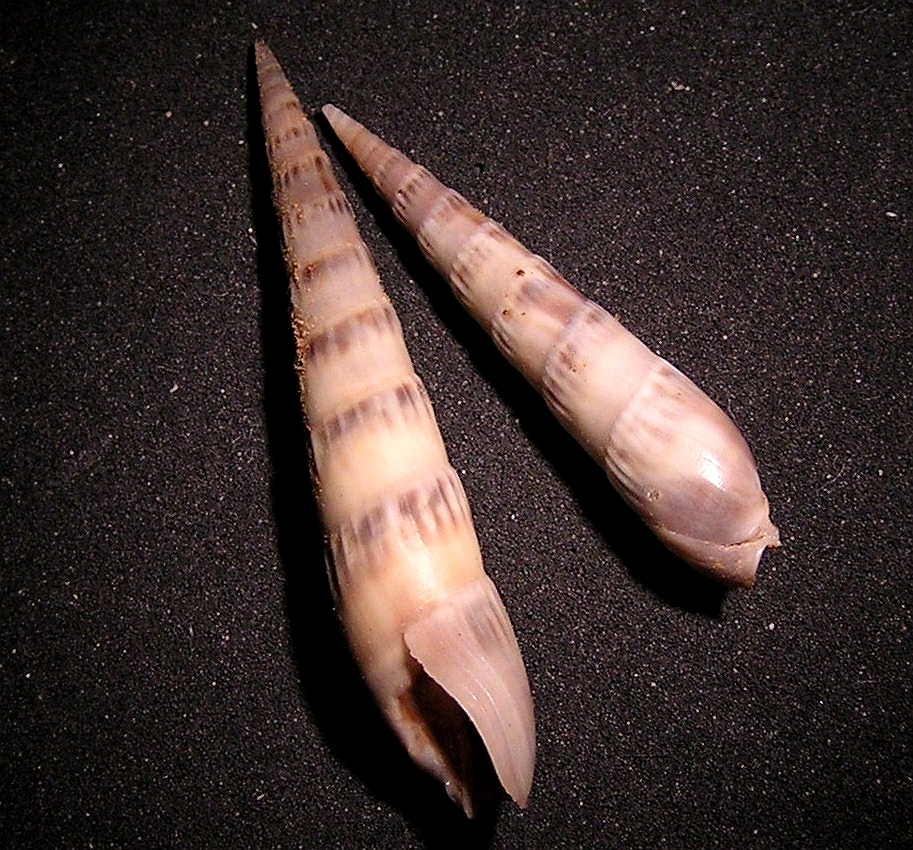
Impages cinerea
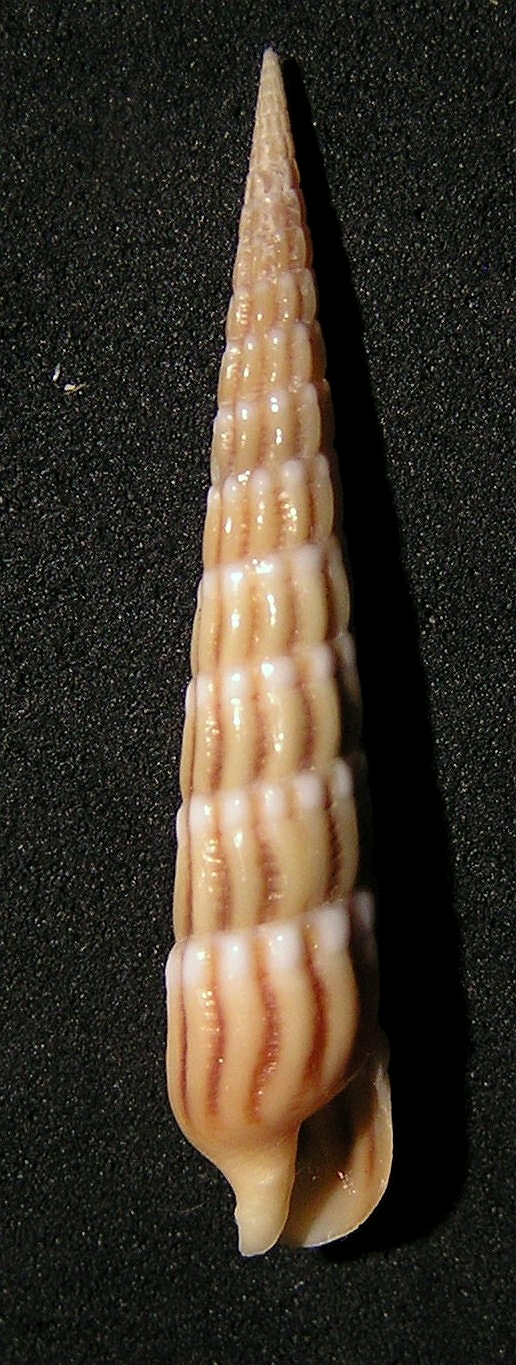
Myurella undulata
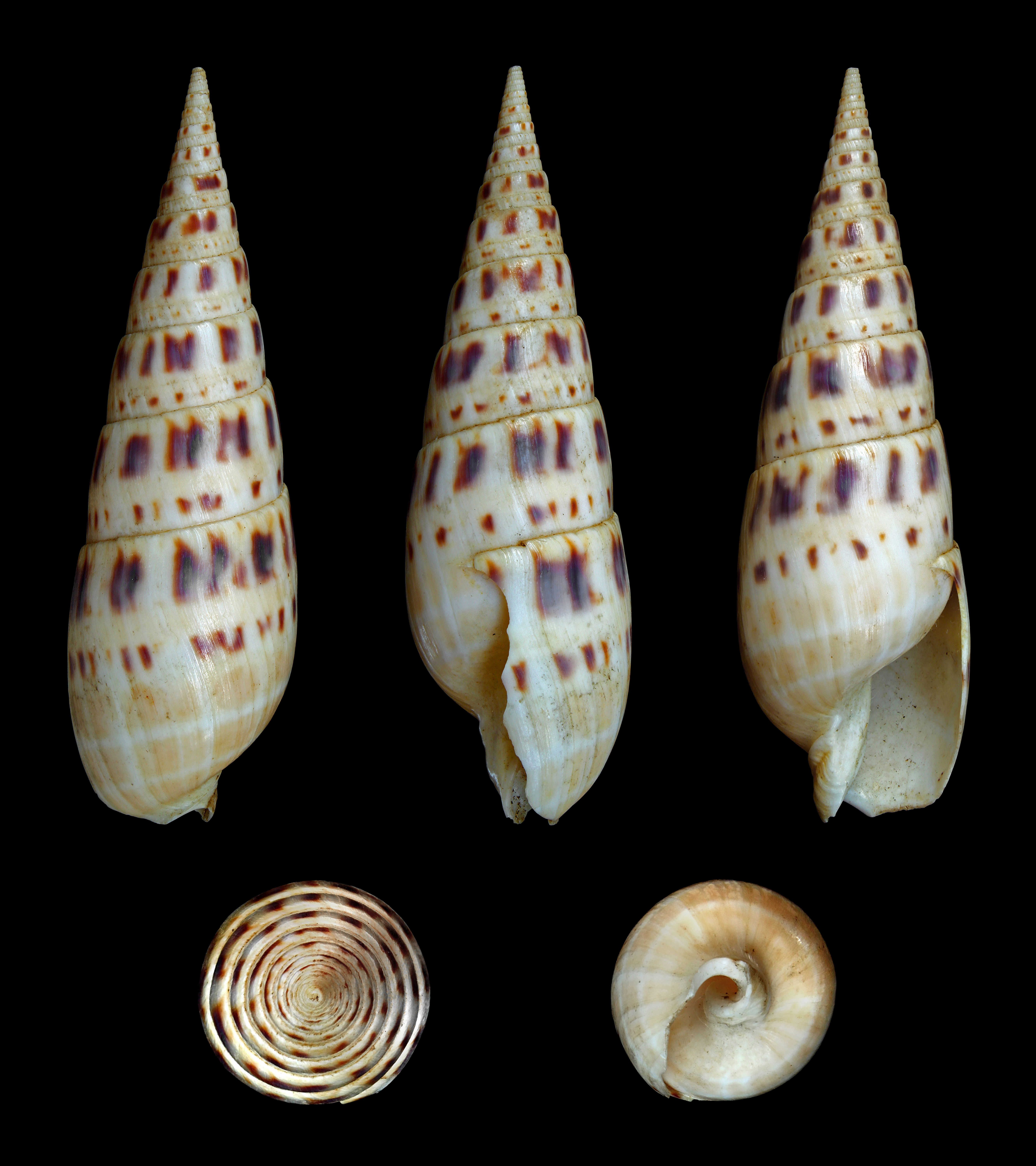
Oxymeris maculata
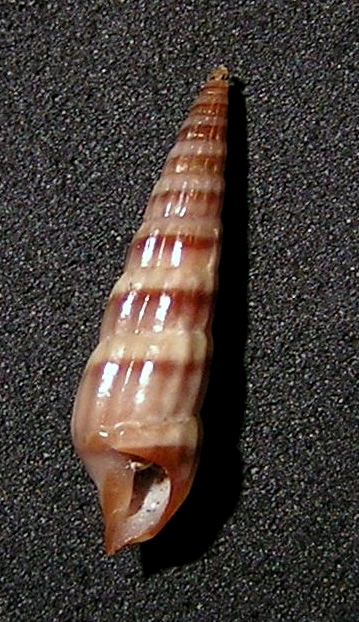
Strioterebrum plumbeum
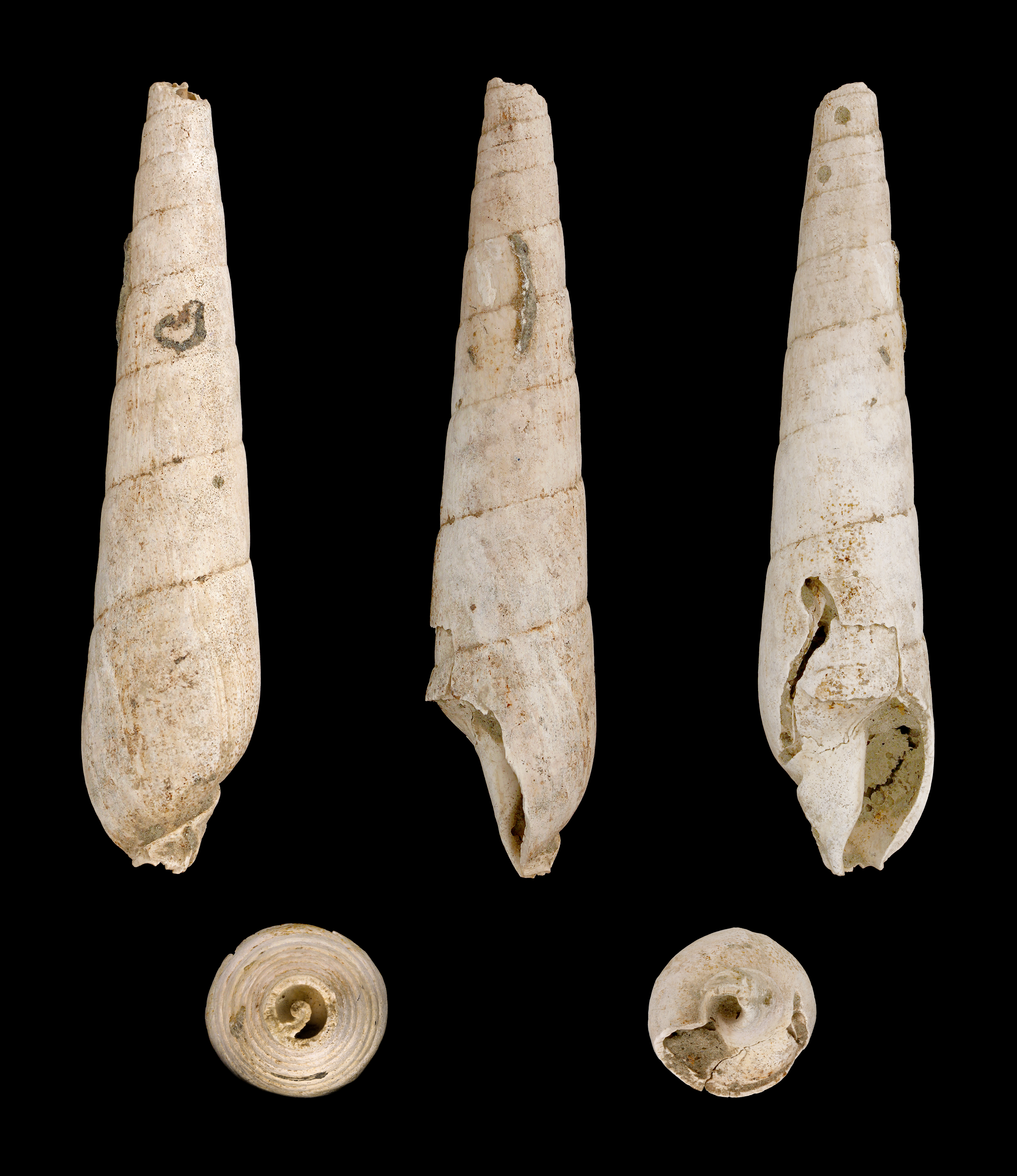
Subula fuscata
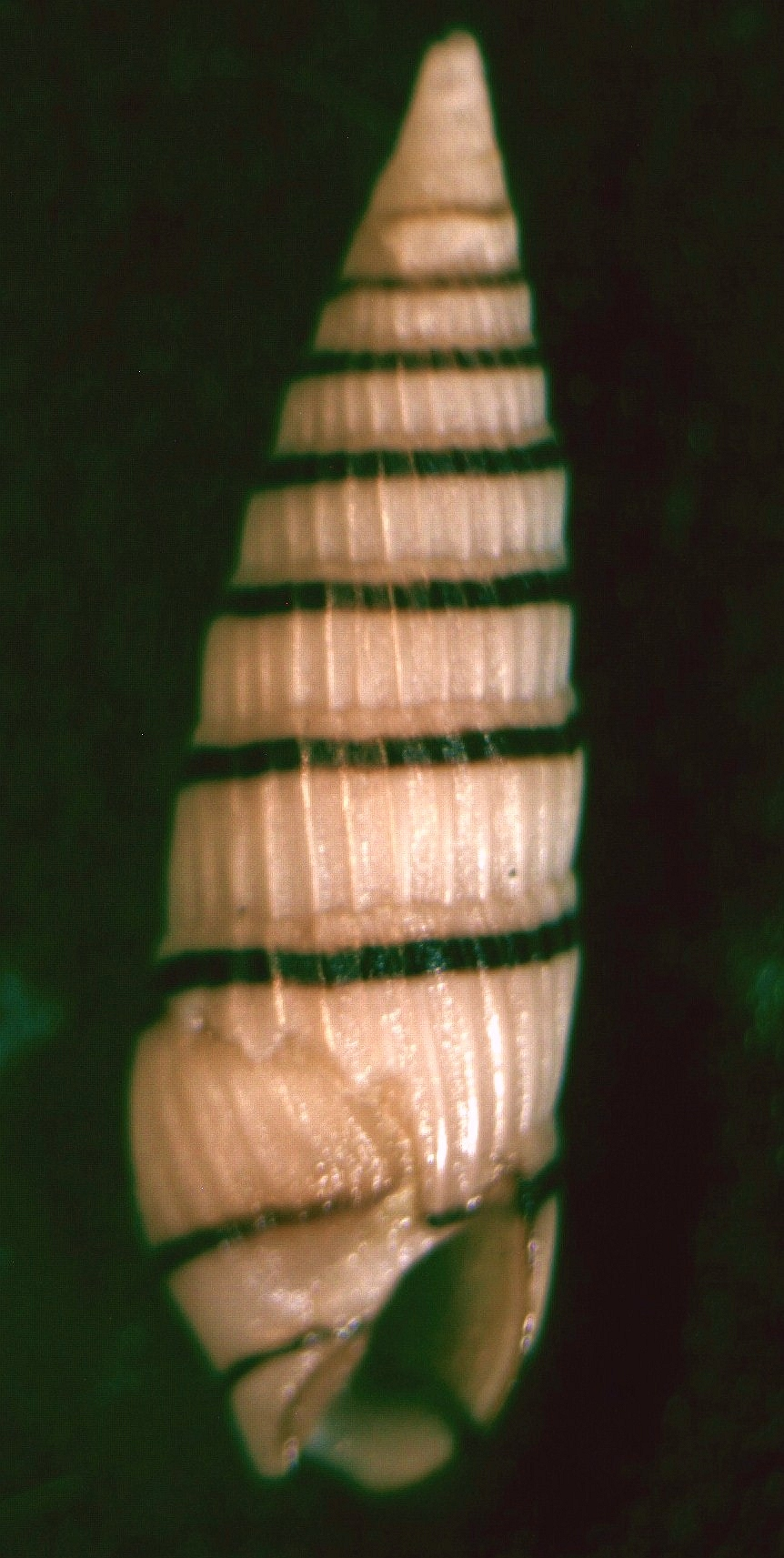
Terenolla pygmaea
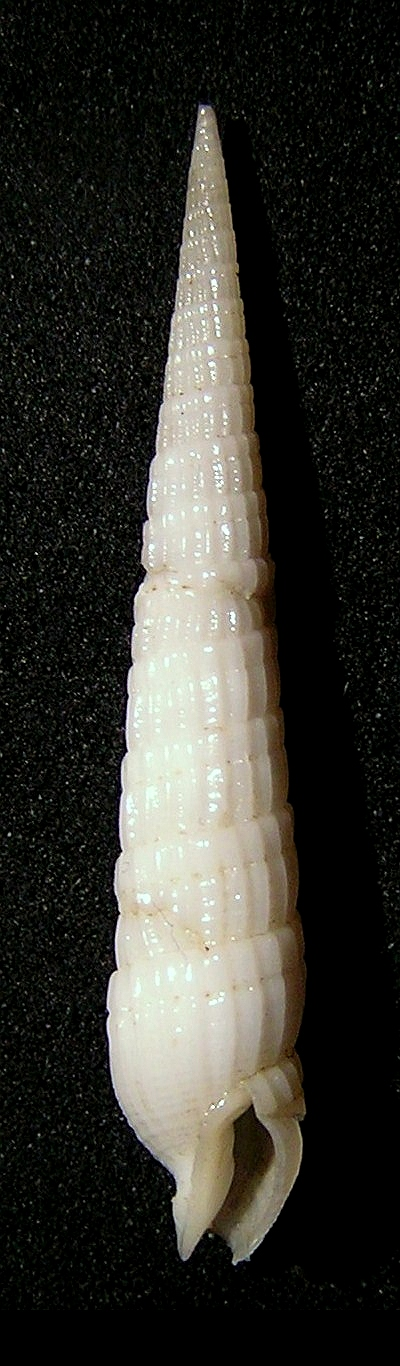
Triplostephanus elliscrossi

Genera brought into synonymy
- Acus H. Adams & A. Adams, 1853 (synonym of Oxymeris)
- Abretia H. Adams & A. Adams, 1853: synonym of Perirhoe Dall, 1908
- Abretiella Bartsch, 1923: synonym of Perirhoe Dall, 1908
- Acuminia Dall, 1908: synonym of Hastula H. Adams & A. Adams, 1853
- Acus Gray, 1847: synonym of Oxymeris Dall, 1903
- Brevimyurella Oyama, 1961: synonym of Strioterebrum Sacco, 1891
- Decorihastula Oyama, 1961: synonym of Myurella Hinds, 1844
- Dimidacus Iredale, 1929: synonym of Terebra Bruguière, 1789
- Diplomeriza Dall, 1919: synonym of Duplicaria Dall, 1908
- Egentelaria Rehder, 1980: synonym of Hastula H. Adams & A. Adams, 1853
- Gradaterebra Cotton & Godfrey, 1932: synonym of Euterebra Cotton & Godfrey, 1932
- Hastulina Oyama, 1961: synonym of Hastula H. Adams & A. Adams, 1853
- Laeviacus Oyama, 1961: synonym of Pristiterebra Oyama, 1961
- Myurellina Bartsch, 1923: synonym of Terebra Bruguière, 1789
- Myurellisca Bartsch, 1923: synonym of Duplicaria Dall, 1908
- Noditerebra Cossmann, 1896 †: synonym of Terebra Bruguière, 1789
- Nototerebra Cotton, 1947: synonym of Oxymeris Dall, 1903
- Panaterebra Olsson, 1967: synonym of Terebra Bruguière, 1789
- Paraterebra Woodring, 1928: synonym of Terebra Bruguière, 1789
- Partecosta Dance & Eames, 1966: synonym of Euterebra Cotton & Godfrey, 1932
- Pervicacia Iredale, 1924: synonym of Duplicaria Dall, 1908
- Punctoterebra Bartsch, 1923: synonym of Strioterebrum Sacco, 1891
- Subula Schumacher, 1817: synonym of Terebra Bruguière, 1789
- Terebrina Bartsch, 1923: synonym of Terebra Bruguière, 1789
- Terebrum Montfort, 1810: synonym of Terebra Bruguière, 1789
- Vertagus Link, 1807: synonym of Terebra Bruguière, 1789